# Нанофієтоз
Нанофієтоз (англ. nanophyetosis або nanophyetiasis) — гельмінтоз з групи трематодозів, що перебігає з явищами запалення тонкої кишки.

## Історичні відомості
Захворювання вперше було помічено в середині XIX століття, коли було відзначено, що собаки, яких годували сирим лососем, незабаром померли. Пізніше було виявлено, що риба була заражена гельмінтом. Вперше знайдений у людини К І. Скрябіним та В. П. Под'япольскою у 1928 році в низов'ях Амура в удегейців.

## Етіологія
Збудником є північноамериканська та російська троглотремтоїдна трематоди, які належать до Platyhelminthes: Nanophyetus salmincola у Північній Америці та Nanophyetus schikhobalowi у Східному Сибіру відповідно, хоча деякі дослідники вважають їх різновидами одного виду.

### Морфологія
Гельмінт має грушоподібну форму, жовто-сірого забарвлення, завдовжки 0,5-1,5 мм, завширшки 0,3-0,8 мм. Поверхня тіла покрита дрібними гострими шипами. Яйця світло-коричневі, овальні, з кришечкою на одному і горбком на іншому полюсі; в середині є одна зародкова клітина, оточена великими жовтковими клітинами. Статевозрілі екземпляри можуть бути більшими за розмірами (1,12x0,85 мм), з числом яєць у матці до 38 і більше. Молоді особини менше мають 4-8 яєць; зустрічаються і зовсім дрібні екземпляри без яєць. Префарінкса (передглотки) і стравоходу немає. Фарінкс веде в кишківник; стовбури кишківника доходять до рівня передньої третини сім'яників. Подовжено-овальні великі сім'яники розташовуються симетрично в задній половині тіла. Численні дрібні жовточники розсіяні по всьому тілу, починаючи від фарінкса. Яєчник лежить у правій половині тіла, к переду від сім'яників, між черевним присоском і кишковими петлями. Статевий отвір відкривається позаду черевної присоски. До нього примикає сім'яна пляшечка ретортоподібної форми, що складається з двох відділів. Овальний сем'яприймальник і тільце Меліса знаходяться в правій половині тіла.

### Життєвий цикл
Включає 3 хазяїв: 2 проміжних та 1 основного. З яєць у фекаліях вилуплюються личинки мірацидії, які проникають і заражають равликів (першого проміжного хазяїна). Усередині цих равликів личинки дозрівають у церкарії, які залишають равликів та інфікують риб (родина Лососеві), потрапляючи в їхні м'язи (другий проміжний господар). Метацеркарії у мальків цих риб локалізуються переважно в м'язах тіла, очей і серця, тоді як у статевозрілих риб їх найбільше знаходиться у нирках і в м'язах плавників, менше — в зябрах, на стінках кишечника і в навколишній жировій тканині. Цю заражену рибу вживають як сиру або певною мірою приготовлену кінцеві хазяї — єноти, плямисті скунси, лисиці, ведмеді, норки, рибоядні птахи, собаки та людина.
Гельмінт також цікавий тим, що є переносником ще одного захворювання — «хвороби лососевого отруєння», яку спричинює Neorickettsia helminthocea. Ця хвороба уражає собак із 80 % смертністю, якщо їх не лікувати, хоча й не передається від них людям.

## Епідеміологічні особливості
Гельмінтоз поширений у Росії, Китаї, Японії, обох корейських державах, Північній Америці. Встановлено, що ураженість зростає в напрямку з півночі на південь. Зараження нанофієтозом відбувається при вживанні в їжу сирої або напівсирої риби, що містить личинки гельмінта. Вони стійкі до різних фізичних факторів, так при температурі 4 °C гинуть через 14-16 днів, при кип'ятінні — через 2 хвилини. Описані випадки паразитування до 1500 гельмінтів у одного пацієнта.

## Патогенез
У кишці людини з цист, з'їдених з рибою, вилуплюються личинки, які проникають у слизову оболонку і просуваються в її товщі, прокладаючи вузькі ходи. Через 2 тижні паразити досягають статевої зрілості й виходять у просвіт кишки. Внаслідок механічної, а ймовірно, і токсико-алергічної дії гельмінтів виникає катаральний ентерит. Якщо не відбулося повторного зараження, то можливе самовилікування, адже тривалість життя гельмінта в кишці обмежена до 2-х місяців, з часом вони спускаються до нижніх відділів кишки і виділяються з калом.

## Клінічні прояви
Пацієнти мають скарги на ураження травного тракту та незрозумілу еозинофілію. Типові прояви включають:
- діарею;
- дискомфорт у животі;
- нудоту і блювання;
- втрату ваги;
- втому.

Більшість пацієнтів згадують про вживання риби до появи хвороби. Вважається, що симптомні прояви розвиваються за наявності в кишці людини не менше 500 гельмінтів. Наразі не зафіксовано випадків смертності від нанофієтозу людини. Усі пацієнти, які отримували антигельмінтну терапію, добре вилікувались. У третини пацієнтів, у яких нанофієтоз було підтверджено, інвазія перебігала безсимптомно, що свідчить про те, що у значній частині інфікованих осіб гельмінтоз не діагностується.

## Діагностика
Периферична еозинофілія (> 500 клітин / мкл) виявляється приблизно у 50 % пацієнтів. У калі знаходять характерні світло-коричневі яйця. Зазвичай яйця вперше виявляються в калі приблизно через тиждень після вживання зараженої риби.

## Лікування
Ефективним є празиквантел у добовій дозі 0,05 г / кг маси тіла.

## Профілактика
В ендемічних регіонах слід піддавати рибу ретельній термічній обробці.